# 高倉永房
高倉 永房 （たかくら ながふさ）は、江戸時代中期の公卿。兵部大輔・高倉永重の子。官位は正二位・権大納言。高倉家15代。

## 経歴
兵部大輔・高倉永重の子として誕生。叔父（永重の同母弟）にあたる永福の養子となり、家督を継ぐ。
東山朝の元禄11年（1698年）叙爵。民部大輔、右衛門権佐を経て、正徳6年（1716年）従三位・非参議に叙せられ、公卿に列する。以後享保7年（1722年）参議、享保9年（1724年）正三位、享保16年（1731年）権中納言、寛保2年（1742年）正二位、寛保3年（1743年）権大納言と昇進する。翌寛保4年（1744年）に権大納言を辞したのちは散位となり、宝暦5年（1755年）薨去。享年68。戒名は潭流院光誉徹秀常倫。

## 官歴
『公卿補任』による
- 元禄11年（1698年） 9月10日：叙爵（従五位下）。12月1日：元服昇殿、侍従
- 元禄14年（1701年） 2月17日：従五位上
- 宝永元年（1704年） 12月26日：正五位下
- 宝永3年（1706年） 12月23日：民部大輔
- 宝永4年（1707年） 正月23日：従四位下
- 宝永5年（1708年） 正月25日：右衛門権佐
- 宝永7年（1710年） 6月4日：従四位上
- 正徳3年（1713年） 3月2日：正四位下
- 正徳6年（1716年） 2月16日：従三位、非参議
- 享保5年（1720年） 正月12日：左兵衛督
- 享保7年（1722年） 12月23日：参議
- 享保9年（1724年） 正月26日：正三位
- 享保12年（1727年） 6月18日：辞参議
- 享保16年（1731年） 10月7日：権中納言
- 享保17年（1732年） 12月27日：従二位
- 享保19年（1734年） 5月24日：辞権中納言
- 寛保2年（1742年） 12月24日：正二位
- 寛保3年（1743年） 6月29日：権大納言
- 延享元年（1744年） 3月23日：辞権大納言
- 宝暦5年（1755年） 5月11日：薨去（享年68）

## 系譜
注釈のないものは『系図纂要』による
- 父：高倉永重
- 母：家女房[1]
- 妻：家女房[1]
  - 男子：高倉永秀[1]（1728-1799）
  - 男子：持明院宗時[1]（1732-1795） - 持明院家胤の養子
- 生母不明の子女
  - 男子：舟橋本賢 - 舟橋親賢の養子
  - 女子：園基衡室[1]